# Vahagn

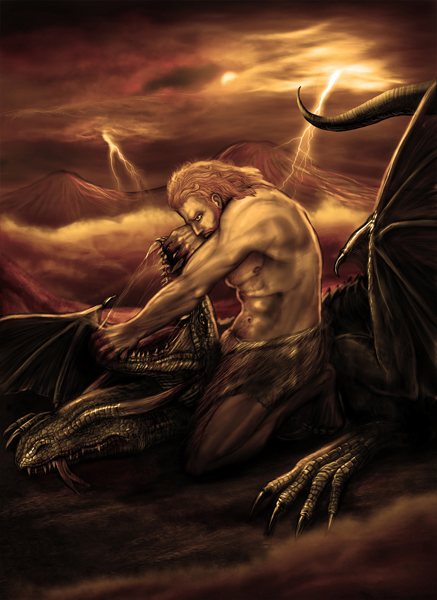
Bild på Vahagn som dräper en drake.

Vahagn var en krigsgud i armenisk mytologi som motsvaras av Verethragna i iransk mytologi och Mars i romersk mytologi. Namnet härrör från forniranskans Verethragna.
Alla Gudar har, enligt den Euhemerosiska tron varit levande människor; Vahagn skall ha introducerats till det armeniska kungahuset som son till Yervand (600-talet f.Kr.), tillsammans med sina bröder Bab and Tiran. Han skall sedan, enligt en födelsesång ha utfört olika saker som gjorde att han upphöjdes till Gud.
Vahagn slogs bland annat mot, och dödade drakar, och fick därför även titeln Vishabakagh, "Drakdödaren". Han sågs som en Gud man bad till för att få mod. Han var också en solgud, rival till Baal-shamin och Mihr.